# Тетрателлурид триродия
Тетрателлурид триродия — бинарное неорганическое соединение
родия и теллура
с формулой Rh3Te4,
кристаллы.

## Получение
- Нагревание стехиометрических количеств чистых веществ:

{\displaystyle {\mathsf {3Rh+4Te\ {\xrightarrow {983^{o}C}}\ Rh_{3}Te_{4}}}}

## Физические свойства
Тетрателлурид триродия образует кристаллы
моноклинной сингонии,
пространственная группа C 2/m,
параметры ячейки a = 0,6812 нм, b = 0,3954 нм, c = 1,123 нм, β = 92,55°, Z = 2,
структура типа тетрасульфида трихрома Cr3S4
.
Соединение образуется по перитектоидной реакции при температуре 983°С .